# Микольськ-Уссурійська Українська Окружна Рада
Микольськ-Уссурійська Українська Окружна Рада — територіальний орган національно-культурного самоврядування українського населення Микольськ-Уссурійського повіту Приморської області в 1918–1922 роках.

## Діяльність Ради
Микольськ-Уссурійська Українська Окружна Рада була створена у квітні 1918 року в Микольську-Уссурійську. У 1918 році Виконавчий Комітет Ради вживав заходи в культурно-просвітницькому напрямку щодо введення викладання українознавства. 
Рада займалася просвітницькою діяльністю в сфері української історії, літератури, географії, мови та інших наук в місцевій сільськогосподарській школі. В цій діяльності потребували учні-українці цієї школи, які складали більшість. Та через ворожу позицію місцевих російських установ, ці заходи не мали успіху. 
Вживалися також заходи для того, щоб повітове земство працювало з селянами українською мовою. Від земства було отримано принципову згоду на це за умови якщо цього забажає більшість сіл повіту. З приводу цього робилося анкетування сільських громад, однак через військові події провести анкетування у всіх селах не довелося. 
Рада вела також реєстрацію українців та видачу національних посвідчень. За рік з весни 1918 року до літа 1919 року у Раді зареєструвалося 170 осіб та було видано 68 посвідчень. 
Наприкінці 1922 року Микольськ-Уссурійська Українська Окружна Рада була ліквідована після встановлення у краю радянської влади.

## Структура Ради
Микольськ-Уссурійська Українська Окружна Рада об’єднувала:
- Микольськ-Уссурійську Українську Громаду;
- Товариство «Просвіта» в Микольськ-Уссурійську;
- Українську поштово-телеграфну спілку в Микольськ-Уссурійську;
- Далекосхідню українську учительську спілку в Микольськ-Уссурійську;
- Просвітний гурток в селі Хороль,
- Просвітний гурток в селі Осинівка,
- Просвітний гурток в селі Григорівка;
- Просвітний гуртокна станції Гродеково;
- Громаду в селі Монастирище;
- Громаду в селі Михайлівка;
- Громаду в селі Осинівка.

## Склад Ради
- I.  Журавель (голова Ради);
- В. Несторович (писар, 1919–1920).